# 莱昂纳尔·里奇
小莱昂纳尔·布罗克曼·里奇（英語：Lionel Brockman Richie, Jr.，1949年6月20日—）是一位美国创作歌手、音乐节、唱片制作人和演员。自1968年开始，他成为海军准将乐团（Commodores）的一员，与摩城唱片签约。1982年单飞后出版他的首张个人同名专辑《莱昂纳尔·里奇》，并凭借其中的《真实地》获得首座热门单曲。他至今已在全球范围内销售超过1亿张唱片，这使他名列畅销音乐艺人列表。

## 经历
- 1981年，他创作和Diana Ross合唱的Endless Love，成为经典二人合唱英文情歌之一，被后来不少后辈歌手翻唱。
- 1984年，洛杉矶奥运会主题歌《欢乐通宵（英语：All Night Long (All Night)）》，由莱昂纳尔·里奇于闭幕式演唱。
- 1985年，与迈克尔·杰克逊共同谱写《天下一家》，后由美国45位歌星演绎这首歌。此外同年创作的Say You, Say Me不但成为电影飞跃苏联主题曲，也是流行一时的歌曲。

## 专辑
- 1982 - Lionel Richie
- 1983 - Can't Slow Down
- 1986 - Dancing on the Ceiling
- 1992 - Back to Front (Compilation album)
- 1996 - Louder Than Words
- 1997 - Truly: The Love Songs (Compilation album)
- 1998 - Time
- 2000 - Renaissance
- 2002 - Encore (Live album)
- 2004 - Just for You
- 2006 - Coming Home
- 2009 - Just Go